# Paris-Angers
Paris-Angers est une course cycliste d'un jour disputée de 1923 à 1926 puis de 1932 à 1939.

## Palmarès
| Année     | Vainqueur            | Deuxième               | Troisième               |
| --------- | -------------------- | ---------------------- | ----------------------- |
| 1923      | Marcel Godard        | René Girard            | Gaston Degy             |
| 1924      | Jean Hillarion       | Robert Jacquinot       | Robert Reboul           |
| 1925      | Robert Gerbaud       | Raoul Petouille        | Marcel Huot             |
| 1926      | Albert Dejonghe      | Gustave Van Slembrouck | Camille Van De Casteele |
| 1927-1931 | non disputé          |                        |                         |
| 1932      | Jean Bidot           | Roger Bisseron         | Marcel Bidot            |
| 1933      | Roger Lapebie        | Raymond Louviot        | Pierre Pastorelli       |
| 1934      | André Vanderdonckt   | Fernand Cornez         | Léon Louyet             |
| 1935      | Georges Speicher     | André Vanderdonckt     | Lucien Lauk             |
| 1936      | Philémon De Meersman | Louis Le Goff          | Bruno Carini            |
| 1937      | Benoît Faure         | Lucien Lauk            | Louis Thietard          |
| 1938      | Sylvain Marcaillou   | Paul Maye              | Gérard Desmet           |
| 1939      | Paul Maye            | Lucien Lauk            | Jean Le Goff            |